# Alberto Bensión
Alberto Bensión Salina (* 26. April 1940 in Montevideo) ist ein uruguayischer Politiker.
Bensión ist Mitglied der Partido Colorado und war vom 1. März 1972 bis 13. Juli 1973 stellvertretender Direktor des OPP. Später begleitete er die Kandidatur Jorge Batlle Ibáñez’ bei den Wahlen 1989 als dessen Berater in wirtschaftlichen Fragen. Am 1. März 2000 wurde er dann zum Wirtschafts- und Finanzminister von Uruguay ernannt. Dieses Amt hatte er bis zum 24. Juli 2002 inne, als er von seinem Nachfolger Alejandro Atchugarry abgelöst wurde.